# Richard Chelimo
Richard Chelimo (Chesubet, Marakwet, 21 april 1972 – Eldoret, 15 augustus 2001) was een Keniaans langeafstandsloper, die gespecialiseerd was in de 10.000 m. Hij was wereldjeugdkampioen en had enkele dagen het wereldrecord in handen op deze afstand. Ook oogstte hij op deze afstand als vertegenwoordiger van Kenia enkele internationale medailles.

## Biografie
Hij kwam uit een atletische familie. Zijn neef Moses Kiptanui was driemaal wereldkampioen steeplechase en zijn broer Ismael Kirui was tweemaal wereldkampioen op de 5000 m.
Zijn internationale doorbraak beleefde hij in 1990. Naast een zilveren medaille op het WK veldlopen junioren in Aix-les-Bains won hij een gouden medaille op de 10.000 m bij de wereldjeugdkampioenschappen. Hij finishte twaalf seconden voor zijn broer Kirui die tweede werd. Een jaar later werd hij vierde bij het WK veldlopen in Antwerpen en won hij een zilveren medaille bij de 10.000 m op de wereldkampioenschappen atletiek 1991 in Tokio.
In 1992 begon hij het jaar met een vijfde plaats bij het WK veldlopen. Bij zijn olympisch debuut op de Spelen van Barcelona vertegenwoordigde hij Kenia op de 10.000 m. Met een tijd van 27.47,72 moest hij genoegen nemen met een zilveren medaille. De wedstrijd werd gewonnen door de Marokkaan Khalid Skah. De wedstrijd was omstreden omdat Chelimo tijdens de wedstrijd hinder had ondervonden van de Marokkaan Hammou Boutayeb, die een ronde achterliep en deze Marokkaan de later winnaar gangmaakte. Skah werd kort na de wedstrijd gediskwalificeerd, maar de volgende morgen werd deze beslissing teruggedraaid omdat het reglement hierin niet voorzag. Tijdens de medailleceremonie werd Skah door het publiek uitgejouwd en kreeg Chelimo een staande ovatie.
In 1993 verbeterde Chelimo in Stockholm het wereldrecord op de 10.000 m tot 27.07,91. Dit record hield slechts vijf dagen stand toen het door zijn landgenoot Yobes Ondieki opnieuw werd verbeterd tot 26.58,38. Het record hield bij de junioren elf jaar stand toen het op 3 september 2004 werd verbeterd door de Oegandees Boniface Toroitich Kiprop tot 27.04,00.
Op de wereldkampioenschappen atletiek 1993 in Stuttgart won Chelimo op de 10.000 m een bronzen medaille. Met een tijd van 28.06,02 moet hij zijn meerdere erkennen in de Ethiopiërs Haile Gebrselassie (goud; 27.46,02) en Moses Tanui (zilver; 27.46,54). Deze wedstrijd was tevens zijn laatste internationale prestatie.
In 1996 zette Chelimo een punt achter zijn sportieve loopbaan. Hij ging opnieuw in het leger werken, nam toe in gewicht en begon overmatig te drinken. Zijn vriend Moses Tanui en neef William Mutwol haalden hem over om weer te gaan trainen. Hij keerde met 5 kg overgewicht terug op de atletiekbaan.
Chelimo stierf op 29-jarige leeftijd aan een hersentumor. Hij liet een vrouw en vier kinderen achter.

## Titels
- Wereldjeugdkampioen 10.000 m - 1990

## Persoonlijke records
| Onderdeel   | Prestatie        | Datum           | Plaats    |
| ----------- | ---------------- | --------------- | --------- |
| 3000 m      | 7.41,63          | 7 augustus 1993 | Monaco    |
| 2 Eng. mijl | 8.26,29          | 9 augustus 1991 | Gateshead |
| 5000 m      | 13.05,14         | 4 augustus 1993 | Zürich    |
| 10.000 m    | 27.07,91 (ex-WR) | 5 juli 1993     | Stockholm |

## Palmares

### 5000 m
- 1991:  DN Galan in Stockholm - 13.14,15
- 1991:  Bislett Games in Oslo - 13.12,22
- 1991: 4e Golden Gala in Rome - 13.11,76
- 1991:  Gatorade Herculis in Fontvieille - 13.31,67
- 1991:  KVP Galan in Malmo - 13.16,35
- 1992:  Unity Games in Dakar - 13.26,32
- 1992:  Athletissima in Lausanne - 13.19,23
- 1992:  Gatorade Herculis '92 in Fontvieille - 13.10,46
- 1992: 4e Weltklasse Zurich - 13.14,59
- 1992: 4e Rieti - 13.17,73
- 1993:  B T Games in Osterbro - 13.13,85
- 1993: 4e Keniaanse WK Trials in Nairobi - 13.50,6
- 1993:  Weltklasse Zurich - 13.05,14
- 1993:  Grand Prix Finale - 13.24,30

### 10.000 m
- 1990:  WK junioren - 28.18,57
- 1991:  Adriaan Paulen Memorial in Hengelo - 27.11,18
- 1991:  Keniaanse kamp. in Nairobi - 28.08,7
- 1991:  WK in Tokio - 27.39,41
- 1992:  Keniaanse kamp. in Nairobi - 27.58,6
- 1992:  Bislett Games in Oslo - 27.15,53
- 1992:  OS in Barcelona - 27.47,72
- 1992:  Memorial Van Damme - 27.31,73
- 1993:  DN Galan in Stockholm - 27.07,91
- 1993:  WK - 28.06,02
- 1993: 4e Memorial van Damme - 27.21,22

### 5 km
- 1992:  Carlsbad - 13.15

### 10 km
- 1990:  St Patrick's Day in Kopenhagen - 27.52
- 1992:  Bob Hasan in Borobudur - 27.43
- 1992: 4e San Silvestro Boclassic in Bolzano - 28.36
- 1993: 4e Bob Hasan in Jakarta - 28.35

### 10 Eng. mijl
- 1992:  Northern Telecom Cherry Blossom - 47.06
- 1994: 20e Dam tot Damloop - 49.02

### veldlopen
- 1990: 4e Keniaanse kamp. in Nairobi - 37.37
- 1990:  WK junioren in Aix-les-Bains - 22.14
- 1990:  Eurocross in Vanves - 28.10
- 1991: 5e Keniaanse kamp. in Nairobi - onbekende tijd
- 1991: 4e WK in Antwerpen - 33.57
- 1992:  Keniaanse kamp. in Nairobi - 35.43
- 1992: 5e WK in Boston - 37.21